# Oued Taourira
Oued Taourira est une commune de la wilaya de Sidi Bel Abbès en Algérie.

## Géographie

### Situation
| Telagh            | Telagh; Merine | Amelza               |
| Dhaya; Sidi Chaib | Oued Taourira  | Tafissour            |
| Bir El Hammam     | Marhoum        | Moulay Larbi (Saïda) |

### Lieux-dits, hameaux, et quartiers[2]
- Oued Taourira
- Aïn Bent Soltane
- Aïn Djouhar
- Zones éparses: Menzah, Koutimaya, Sidi Yahia, Faïdja, Bouzoutat.